# Antonio Meza-Cuadra
Pour les articles homonymes, voir Meza.
Antonio Meza-Cuadra Bisso, né à Lima au Pérou le 12 septembre 1982, est un footballeur péruvien qui jouait au poste d'attaquant. Il est actuellement entraîneur.
Son père, Antonio Meza-Cuadra Velásquez (es) (1935-2016), fut un homme politique péruvien des années 1980.

## Biographie

### Carrière de joueur
Surnommé Torito (« petit taureau »), Antonio Meza-Cuadra est formé à l'Universitario de Deportes où il joue en 2003. En 2008, il réalise une bonne saison au sein du José Gálvez FBC en marquant 17 buts.
Changeant incessamment de club depuis ses débuts au Virgen de Chapi en 2001, il se stabilise au FBC Melgar où il reste quatre saisons de 2010 à 2013. Il y découvre la Copa Sudamericana (deux matchs joués en 2013). En 2015, il rejoint le Sport Huancayo et marque 23 buts lors de la saison avec notamment deux hat-trick contre l'Unión Comercio et le León de Huánuco les 8 août 2015 (victoire 3-0) et 17 octobre 2015 (victoire 4-3), respectivement,. Il dispute avec le Sport Huancayo deux éditions consécutives de la Copa Sudamericana en 2016 (trois matchs) et 2017 (deux matchs), sans marquer de but à chaque fois.
Meza-Cuadra met fin à sa carrière en 2018 au Carlos A. Mannucci de Trujillo.

### Carrière d'entraîneur
Devenu entraîneur, Antonio Meza-Cuadra dirige des équipes de Copa Perú (D3 péruvienne) dont le Carlos Tenaud et l'Atlético Verdun entre 2019 et 2022. Il est depuis 2023 manager sportif du Sport Boys de Callao.